# سم واینز
سم واینز (انگلیسی: Sam Vines؛ زادهٔ ۳۱ مهٔ ۱۹۹۹) بازیکن فوتبال اهل ایالات متحده آمریکا است.
از باشگاه‌هایی که در آن بازی کرده‌است می‌توان به باشگاه فوتبال کلرادو رپیدز اشاره کرد.
وی همچنین در تیم‌های ملی فوتبال ایالات متحده آمریکا بازی کرده‌است.